# Elizabeth Dupeyrón
Elizabeth Dupeyrón  (Teapa, Tabasco, Mexikó, 1953. január 14. –) mexikói színésznő.

## Élete és pályafutása
1953. január 14-én született Teapában. Testvére, Humberto és unokahúga, Natasha szintén színészek.

## Filmográfia

### Telenovellák
- La malquerida (2014) .... Raquel
- A macska (La gata) (2014) .... Carolina
- Quiero amarte (2014) .... Hilda de Zavala
- Por siempre mi amor (2013-2014) .... Lidia Oropeza de Alanis
- A szív parancsa (Amor bravío) (2012) .... Dante édesanyja
- Megkövült szívek (La que no podía amar) (2011-2012) .... Elsa Villaseñor de Galvan
- A szerelem tengere (Mar de amor) (2009-2010) .... Mística
- Árva angyal (Cuidado con el ángel) (2008) .... Luisa San Román de Maldonado
- Hajrá skacok (¡Vivan los niños!) (2002) .... Fabiola
- Acapulco szépe (Alma rebelde) (1999-2000) .... Pamela vda. de Villareal
- Gotita de amor (1998) .... Florencia
- Cañaveral de pasiones (1996) .... Socorro Carrasco
- Dos mujeres, un camino (1993-1994) .... Amalia Núñez de Torres
- Cenizas y diamantes (1990) .... Sor Fátima
- Dos vidas (1988) .... Sonia Palas
- Cicatrices del alma (1986) .... María José
- Déjame vivir (1982) .... Gilda Echarri
- Colorina (1980) .... Marcia Valdés
- Acompáñame (1978) .... Rita
- Rosalía (1978)
- Yo no pedí vivir (1977-1978) .... Irene
- Mundo de juguete (1974) .... Silvia
- El carruaje (1972) .... Manuela Juárez
- Tres vidas distintas (1968)
- María Isabel (1966)
- Alma de mi alma (1965-1966)

### Filmek
- Amor letra por letra (2008) .... Carmelita
- Muerte de el federal de camiones (1987)
- Tierra sangrienta (1979)
- Erótica (1979)
- El federal de caminos (1975)
- De sangre chicana (1974)
- The Bridge in the Jungle (1971) .... Joaquina
- La maestra inolvidable (1969)
- The Wild Bunch (1969) .... Rocio
- Operación carambola (1968)
- Hasta el viento tiene miedo (1968) .... Josefina
- Los adolescentes (1968)
- The Bandits (1967)
- El rata (1966)
- Torero por un día (1963)
- María Pistolas (1963)
- Tesoro de mentiras (1963) .... Martita Gonzalez
- El terrible gigante de las nieves (1963) .... Lita Méndez
- La edad de la inocencia (1962) .... Niña
- Locura de terror (1961)
- Yo pecador (1959)
- Nacida para amar (1959)
- Gutierritos (1959)
- El jinete solitario (1958)
- Torero por un día (Lolita)

### Sorozatok
- Mujer casos de la vida real (2 epizód, 2002)